# 木村啓介
木村 啓介（きむら けいすけ、1977年12月15日 - ）は、大阪府出身の俳優である。身長184cm、血液型はB型。

## 人物
ジャパン・ミュージックエンターテインメントを退籍し現在フリーで活動中。
趣味は、格闘技観戦・映画鑑賞・舞台観賞・美術鑑賞、自転車製作・バイクカスタム・シルバーアクセサリー・レザークラフト・バスケットボール・フットサルである。
特技は、サッカー・バスケットボール・空手である。

## 出演

### テレビドラマ
- 春ランマン（2002年4月、関西テレビ）
- ごくせんスペシャル（2003年3月、日本テレビ）
- 夜王 〜YAOH〜 第10・11話（2006年1月、TBS）
- サプリ 第1話（2006年7月、フジテレビ）
- CAとお呼びっ! 第1話（2006年7月、日本テレビ）
- 大河ドラマ風林火山（2007年3月、NHK）- 頼重近習 役
- 砂時計 第4話（2007年3月、TBS）-  大木武志 役
- 暖流（2007年4月〜6月、MBS）- 副島卓 役
- ホタルノヒカリ 第1話（2007年7月、日本テレビ）
- 恋せども、愛せども（2007年8月、WOWOW）- 相田 役
- ネコナデ　(2008年01月TVK テレ玉/千葉テレビ/三重テレビ/KBS京都/サンテレビ)
- おせん (2008年05月 日本テレビ)
- リセットスペシャル (2009年01月 読売テレビ)
- オルトロスの犬 第4話（2009年7月、TBS）
- ハンチョウ〜神南署安積班〜シリーズ2  第1話（2010年1月11日、TBS）- 澤村 役
- 黄金の豚 (2010年10月 日本テレビ)
- 女神のイタズラ〜キミになったボク〜 (2011年03月 BeeTV)- 松本栄二 役
- 快感ストロベリー　(2011年09月 BeeTV)- 流星　役
- ランナウェイ〜愛する君のために（2011年11月、TBS）- 本間刑事 役
- くろねこルーシー（2012年1月〜3月、UHF）- 香川聡 役
- 女秘匿捜査官・原麻希アゲハ(2012年7月、フジテレビ）- 桜井拓海 役
- 金曜プレステージ ドルチェ（2012年10月、フジテレビ）
- 金田一耕助VS明智小五郎 （2013年9月、フジテレビ）
- 熱血硬派くにおくん 第3話　熱血ドッジボール篇　（2013年9月、Notv&DVD）- こうじ 役
- ダンダリン　第5話（2013年10月日本テレビ）

### 映画
- すくらんぶる・ハーツ（2004年6月）
- GACHAPON!（2004年9月）
- アニムスアニマ（2005年2月）
- 怖来〜FURAI（2005年8月）
- 楽園 -流されて-（2006年1月）
- Life（2007年1月）
- セレブが結婚したい13の悪魔（2007年2月）
- アンフェア the movie（2007年3月）
- 青空のルーレット （2007年11月）
- 最強兵器女子高生 RIKA（2008年2月）
- ナイントゥイレブン（2010年6月）
- カスタードプリン(2010年6月）
- SPECE BATLLESHIPヤマト(2010年12月）
- 蒼白者(12年03月)
- のぼうの城(2012年11月）
- 7s(2015年11月）

### 舞台
- 突然Mのごとく Part3　吉祥寺シアター
- 遙かなる時空の中で 舞一夜　池袋サンシャイン劇場他- 多季史 役
- KISS ME YOU　全労済ホールスペース・ゼロ- 津田徳男少尉 役
- 遥かなる時空の中で 舞一夜再演　中野スペースZERO
- 遥かなる時空の中で〜朧草紙〜　池袋サンシャイン劇場、大阪厚生年金会館芸術ホール- 鬼の一族イクティダール 役
- Z団公演BARAGA-鬼ki-　全労済ホールスペース・ゼロ、大阪IMPホール - 伊東甲子太郎 役
- 遙かなる時空の中で感謝祭2009〜残暑の宴〜　日本青年館
- 天然工房2010新春公演今夜はお鍋　中野ザ・ポケット
- 天然工房公演キミと暮らした部屋　池袋シアターグリーン
- BARAGA －鬼ki－再演　全労済ホールスペース・ゼロ、京都府立文化芸術会館- 伊東甲子太郎役
- 池袋チャリンコ倶楽部舞台公演舞台しちゃいますッ!!　池袋シアターグリーン
- ソウルドリームズ 東京芸術劇場シアターウエスト
- 紫陽花の下に死体は眠る　池袋シアターグリーン　主演

### その他
- coicale 日刊 diaryデジカメ日記(2005年6月)
- ネスカフェ『甘いひとときカフェ　スウィーツボーイズ）（2005年11月）
- 携帯サイトビジュアルボーイ（2006年6月）
- ビジュアルスター感謝祭'06（2006年11月）
- いい男エキス　ゲスト（2007年11月）
- ビデオクリップPASSION サンセットスウィッシュ(2008年3月）
- 携帯裏サイト- 市川崇 役（2010年10月）

### CM
- 防衛庁自衛官募集（2004年）
- ボーダフォン（2006年3月）
- 資生堂「MAQuillAGE」（2006年9月）